# Vysoká pri Morave
Vysoká pri Morave (alemán: Hochstädten / Hochstetten; húngaro: Nagymagasfalu) es un pueblo al norte de Bratislava, capital de Eslovaquia. Está situado en el distrito de Malacky, Región de Bratislava, en la frontera con Austria.

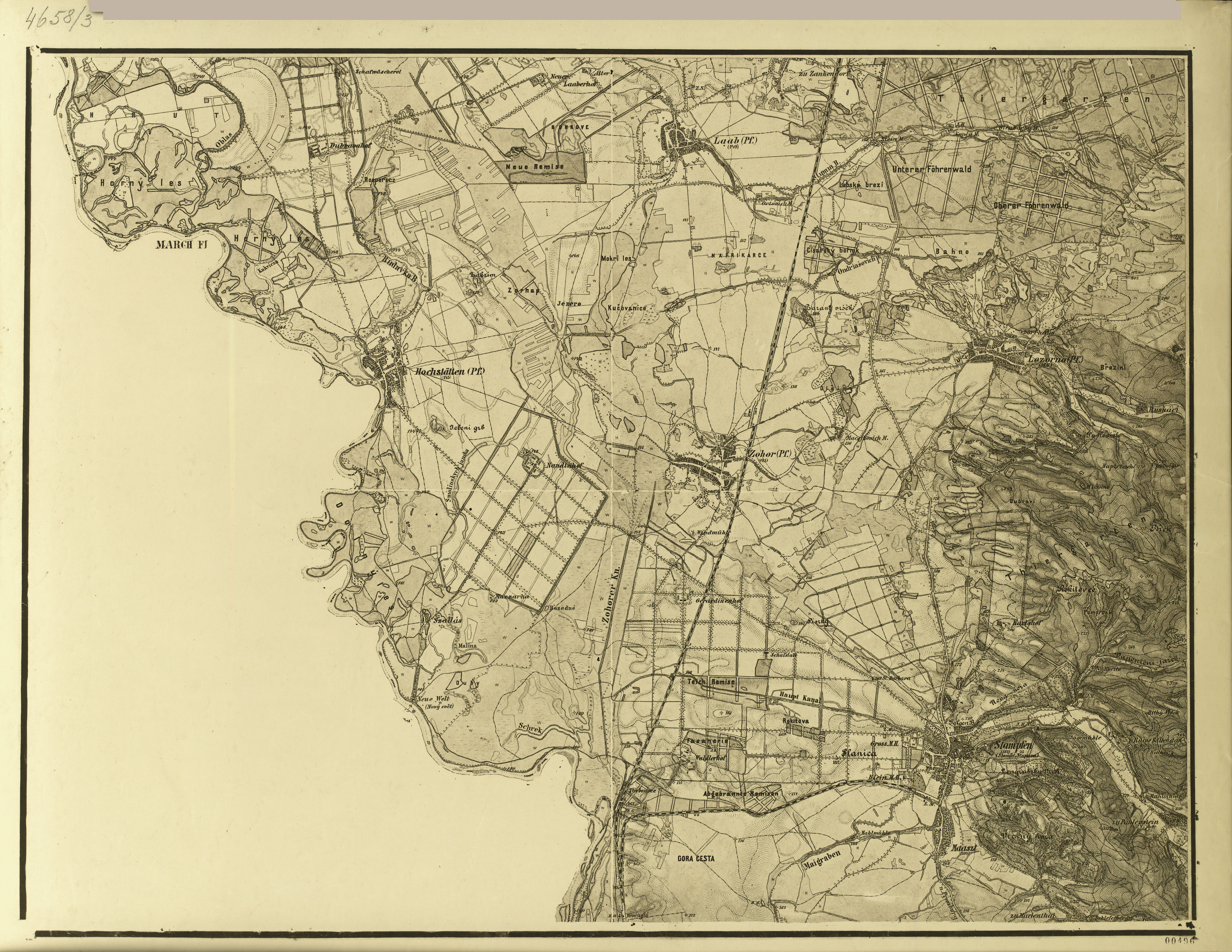
Mapa de Vysoká pri Morave

## Demografía
| Año        | 1994 | 2004    | 2014     | 2024    |
| ---------- | ---- | ------- | -------- | ------- |
| Población  | 1790 | 1919    | 2211     | 2221    |
| Diferencia |      | +7,20 % | +15,21 % | +0,45 % |

| Año        | 2023 | 2024    |
| ---------- | ---- | ------- |
| Población  | 2224 | 2221    |
| Diferencia |      | −0,13 % |